# 別列濟夫卡 (佐洛喬夫區)
50°17′28″N 35°53′14″E / 50.29111°N 35.88722°E
貝雷濟夫卡（烏克蘭語：Березівка）是位於烏克蘭東部的村莊，由哈爾科夫州博霍杜希夫區的佐洛奇夫市鎮負責管轄。該村始建於1724年，面積0.91平方公里，海拔高度189米，2001年人口144，人口密度每平方公里158.2人。